# 229e régiment d'infanterie
Le 229e régiment d'infanterie (229e RI) est un régiment d'infanterie de l'Armée de terre française constitué en 1914 avec les bataillons de réserve du 29e régiment d'infanterie.
À la mobilisation, chaque régiment d'active créé un régiment de réserve dont le numéro est le sien plus 200.

## Création et différentes dénominations
- 2 août 1914 : 229e Régiment d'Infanterie [1]
- Novembre 1917 : Dissolution

## Chefs de corps
- 02/08/1915 lieutenant-colonel Bigeard
- 12/01/1915 - 13/03/1915 : Colonel Messimy
- 02/05/1916 - 26/11/1917 : Colonel Galbrüner

## Historique des garnisons, combats et batailles du229eRI

### Première Guerre mondiale
Affectations : casernement Autun, 115e Brigade d'Infanterie, 8e Région, 1er Groupe de Réserve.
- 58e Division d'Infanterie d'août à octobre 1914.
- 66e Division d'Infanterie jusqu'en mars 1916.
- 41e Division d'Infanterie de mars 1916 à novembre 1917.

#### 1914
- Le 20 août, le régiment se rassemble à Saales et est dirigé vers Steige, où il prend contact avec l’ennemi, tout près de Steige. C’est le baptême du feu !
- Du 21 au 30 août, le régiment prend part aux combats de Bataille de la Haute Meurthe, vers La Salcée, à Coinches, à Taintrux et à Saulcy-sur-Meurthe.
- Le 27 août, le régiment conquiert le col d'Anozel à l'ennemi.
- Le 28 août, le régiment se bat vers Saulcy-sur-Meurthe. Les pertes sont sévères, 1 chef de bataillon, 7 capitaines, la moitié de ses officiers et les trois cinquièmes de l'effectif sont hors de combat.
- Le 7 septembre, ce qui reste du 36e régiment d'infanterie coloniale, est incorporé au 229e régiment d'infanterie et suffit à peine pour former un bataillon.
- Le 13 septembre, le régiment relève dans les tranchées le 152e régiment d'infanterie au Hohneck et à Hohrodberg, Hohrod et Stosswihr. Des emplacements du 13 septembre au 10 novembre.
- Le 1er novembre, suite d’un sérieux bombardement allemand, le 5e bataillon du 229e est attaqué, vers 17 heures, par un bataillon allemand qui a pris pied dans la position. Il est immédiatement refoulé par une contre-attaque faite par le 6e bataillon du régiment et une compagnie de chasseurs à pied. Tout le terrain est repris.
- Le 10 novembre, le 229e régiment laisse le 5e bataillon en ligne, le 6e est placé en réserve à Longemer et à Xonrupt.
- Le 25 novembre, le 5e bataillon va remplacer en première ligne le 6e bataillon.
- Le 5 décembre, le 6 bataillon se porte sur Fraize, en réserve.
- Le 18 décembre, le 5e bataillon occupe le secteur du Lac Blanc, Creux d’Argent et Hancelle.
- Le 20 décembre, le 5e bataillon est relevé par un bataillon du 334e et va cantonner à Plainfaing.
- Le 25 décembre, une attaque par le 14e bataillon de chasseurs à pied (de) se déclenche sur la Tête de Faux, l’ennemi progresse, mais le 229e, aidé par des éléments du 30e bataillon de chasseurs contre-attaque et reprend le terrain perdu. Les pertes du 229e s’élèvent à 130 tués et blessés.

#### 1915
Opération Alsace.

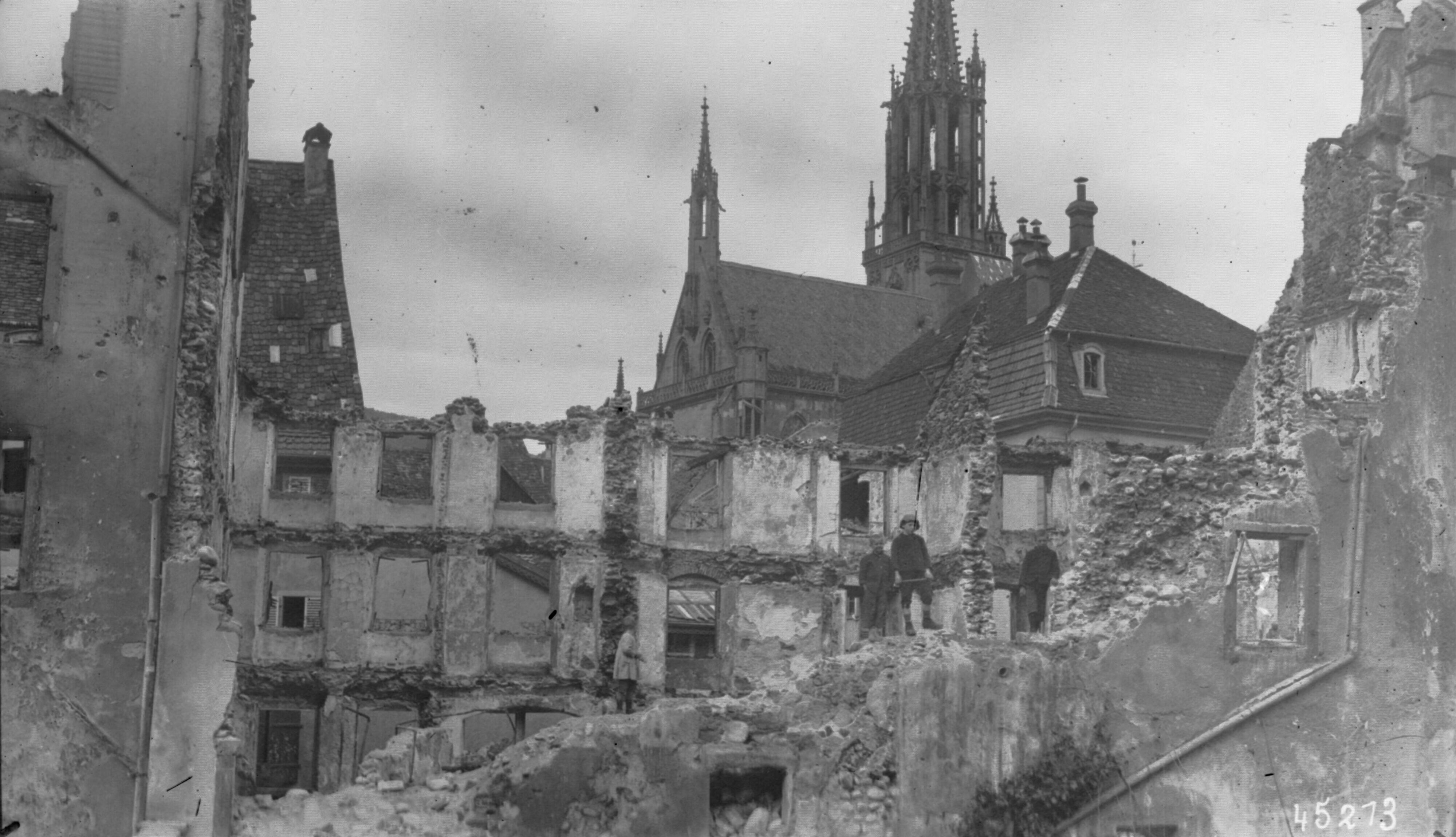
Thann, vue de bâtiments bombardés en 1915.

- Le 18 février, avant le lever du jour, une reconnaissance offensive allemande d’une compagnie a commencé à cisailler les fils de fer des tranchées, en avant du hameau Le Beu, elle est repoussée avec pertes.
- Le 3 avril, le régiment occupe les ouvrages de la cote 425, à 2 kilomètres au nord-est de Thann.
- Du 3 avril au 3 novembre, le régiment restera à Thann, et durant cette période de sept mois, il exécute des travaux d’organisation défensive très importants. Les bataillons alternent entre eux pour l’occupation des positions. Grâce à leur aménagement bien organisé, les bombardements journaliers n’occasionnent que des pertes minimes.
- Le 5 novembre, le régiment relève le 334e régiment d'infanterie dans les tranchées du ravin du Fauxshil et au sommet de la Roche-Sermet, il est soumis à des violents bombardements qui occasionnent des pertes importantes. Le ravitaillement s’opère très difficilement.
- Jusqu’au 15 décembre, les travaux sont poussés activement, en vue d’une attaque française à grande envergure. Le froid est intense et la neige abondante.
- Le 21 décembre, l’attaque générale française se déclenche, à 14 heures, sous les ordres du général de division Marcel Serret. Le 229e tient les tranchées de départ au sommet de l’Hartmannswillerkopf. Vers 16 heures, l’avance française était de 2 kilomètres en moyenne et faisait plus de 1 500 prisonniers allemands.
- Le 22 décembre, l’attaque se heurte à des renforts ennemis considérables, la progression est arrêtée et les troupes sont contraintes de revenir à leur point de départ, sous les poussées incessantes de contre-attaques allemandes. Les chasseurs à pied et la 152e RI subissent des pertes extrêmement importantes.
- Du 23 décembre au 13 janvier 1916, le régiment maintient sa position dans les tranchées et exécute intégralement sa mission, il maintient toutes ses positions et les améliore. Il repousse sans cesse les contre-attaques allemandes et malgré les lourdes pertes qu’il éprouve par un bombardement presque ininterrompu, il ne cède pas un pouce

de terrain.

#### 1916
- Le 14 janvier, le régiment est envoyé à Thann.
- Le 14 mars, le régiment est relevé et gagne Bussang.
- Le 5 mai, le régiment va occuper les casernes de Raon-l'Étape.
- Du 17 au 24 juin 1916, le régiment stationne au camp de Saffais et exécute des exercices et des manœuvres.
- Les 30 et 31 juillet, le 229e occupe les tranchées près de Curlu, les tranchées des Cariatides et les carrières d’Eulembourg) et subit de violents bombardements.
- Le 30 juillet, le 5e bataillon du commandant Sutter, franchit la Somme (fleuve), et occupe le ferme de Monacu et supporte sans broncher un bombardement très violent et subit des pertes sévères.
- Le 3 août, vers 3 heures, la 19e compagnie, qui occupe la ferme de Monacu, repousse une attaque allemande venant du bois Gachette, laissant sur le terrain la valeur d’une compagnie. Aussitôt après, le 5e bataillon est relevé par le 2e Zouaves et va occuper les carrières d’Eulembourg.
- Le 7 août, le régiment attaque les bois no 2 et no 3 et les positions comprises entre ces deux bois (nord du bois de Hem), mais il leur est impossible de progresser sous la violence des tirs de barrage d’artillerie et de mitrailleuses.
- Le 8 août, le régiment est renforcé par un bataillon du 79e R.I. du commandant Varaigne et renouvelle l’attaque de la veille, qui réussit pleinement, malgré des pertes sérieuses. Dans cette affaire, la 22e compagnie, qui a pris une partie de la tranchée de la Lipa et le bois 3, résiste à de fortes contre-attaques.
- Le 10 août, le régiment est relevé par le 44e régiment d'infanterie et se rassemble à l’Eclusier.
- Le 1er septembre, Le 229e remplace le 23e régiment d'infanterie au nord de la Somme.
- Le 2 septembre, le 229e organise ses tranchées et aménage les boyaux et les tranchées de départ.
- Le 3 septembre, le régiment attaque la tranchée de Mossoul. Plusieurs contre-attaques se déclenchent dans la nuit, mais soutenue par le barrage des mitrailleuses et de l’artillerie, la position conquise est intègrement conservée.
- Le 7 septembre, le 229e est relevé de ses positions, il va occuper le bivouac de l’Eclusier.
- Le 29 septembre, le régiment relève le 123e régiment d'infanterie dans le secteur de la Mitte.
- Le 6 novembre, le 229e est relevé par le 363e régiment d'infanterie.
- Le 25 novembre, le 229e il relève le 363e RI dans le secteur du Four de Paris, des Meurissons et de La Mitte.
- Le 13 décembre, le régiment exécute un coup de main heureux où il capture des prisonniers et fait sauter des entrées de mines ennemies en ne subissant que des pertes minimes.
- Le 16 décembre, le 363e relève le 229e, qui va cantonner à Sainte-Menehould.

#### 1917
Au Chemin des Dames.
- Le 29 janvier, le 229e relève le 65e régiment d'infanterie territoriale dans le secteur de Moulin-Malot, à l’ouest de Reims, devant le fort de Brimont, il y séjourne jusqu'au 1er février.
- Le 3 février, le régiment relève le 67e régiment d'infanterie territoriale vers Chauffour et Villers-Franqueux.
- Le régiment occupe ce secteur jusqu’au 10 mars, il y exécute des travaux d’aménagement et de préparation d’attaque. Cette période est relativement calme.
- Le 11 mars, le 229e est relevé par le 2e régiment russe[2],[3].
- Le 24 mars, le 229e relève le 133e régiment d'infanterie, au secteur de Moulin-Malot.
- Le 12 avril, le 229e est relevé par le 67e régiment d'infanterie territoriale.
- Le 16 avril, le 299e occupe ses emplacements de combat aux centres F.F1.G et H., le même jour, l’attaque française se déclenche. À 6 h 35, le colonel est prévenu que les tranchées du Godat, que le régiment doit occuper, sont libres. Immédiatement, suivant l’ordre donné, les deux bataillons s’élancent, au pas de gymnastique, pour passer le canal avant que les tirs de barrage le rendent infranchissable.
- Le 17 avril, à 7 h 20, les bataillons est en place, n’ayant subi que des pertes légères. Le 2e régiment de tirailleurs, à la droite de la 37e DI et en liaison avec la 14e DI, qui avait atteint ses premiers objectifs, fut ramené, par des contre-attaques violentes, dans ses tranchées de départ en subissant des pertes très élevées. Le 4e bataillon du 229e est porté en avant et gagne bientôt les emplacements du 2e tirailleurs ; il réussit à s’y maintenir, malgré les furieuses contre-attaques venant du bois de Faing. À 10h35, le 6e bataillon du 229e était chargé d’étayer la gauche de la 14e division d’infanterie. À 15h45, ce bataillon faisait face au bois du Seigneur, sur la lisières sud duquel débouchaient les contre-attaques allemandes qui venaient de refouler des éléments des 44e et 60e régiment d’infanterie. À partir de ce moment, le 229e reste seul en première ligne, en avant du 2e tirailleurs et du 44e RI, consolide les positions et résiste avec succès, l’après-midi et la nuit du 16 au 17, aux contre-attaques ennemies.
- Le 19 avril, à 15 h 10, le 229e déclenche une attaque, le 4e et le 6e bataillons, s’élancent à l’assaut des positions ennemies sur les bois en Potence et de Séchamps. À droite, le 6e bataillon est arrêté, à 200 mètres de son point de départ, par des tirs de mitrailleuses partant de la Corne sud-ouest du bois du Champ du Seigneur, du bois Clair et du bois en Potence. Néanmoins, il réussit à progresser et s’accrochant au terrain, qu’il organise aussitôt, il s’y maintient. À gauche, le 4e bataillon atteint ses objectifs malgré un violent tir de barrage de 150, engage un vif combat à la baïonnette et à la grenade avec l’ennemi occupant une tranchée dont les réseaux sont intacts. Subissant de très grosses pertes, sur le point d’être débordé sur sa gauche, ne recevant pas les renforts déjà demandés, le bataillon doit se replier sur la tranchée de départ. Le 5e bataillon est en réserve de brigade, placé dans les anciens ouvrages allemands du saillant du Canal.
- Le 21 avril, le régiment est relevé.
- Le 27 avril, le 229e relève le 2e groupe de bataillons de chasseurs alpins et un bataillon de la 152e DI, dans les tranchées de Cologne, le boyau de Berméricourt et la tranchée de Trèves.
- Le 1er mai, le régiment est relevé par le 363 RI.
- Le 17 juin, le 229e relève dans les tranchées, le 126e RI du 12e corps d’armée et occupe le secteur sud de la Dormoise, dans la région de Tahure. Il est en liaison, à droite, avec le 10e RI, 15e division et à gauche avec le 23e RI du 7e corps d’armée.
- Le 21 juillet, le 229e est relevé par le 42e RI.
- Le 4 août, le régiment relève le 363e R.I. dans le secteur Hamon et occupe les quartiers du Voussoir, de Soury-Lavergne et camp F.
- Le 16 septembre, le régiment est relevé par le 11e et 12e bataillons de chasseurs à pied.
- Le 6 octobre, la 41e division, à laquelle appartient le 229e RI, est mise à la disposition de la II armée.

La Bataille de Verdun.
- Le 17 octobre, il relève le 14e régiment d'infanterie en K1, K2, K3, sous-secteur de Mormont-Ouest, il y séjourne jusqu’au 30 octobre, il subit des pertes importantes.
- Le 18 octobre, le 4e bataillon résiste à un coup de force allemand, sur cote 344.
- Le 31 octobre, le régiment est relevé par le 42e régiment d'infanterie et est placé en réserve.
- Le 7 novembre, le régiment relève le 23e régiment d'infanterie dans le secteur de Mormont. Il l’occupe jusqu’au 17 novembre inclus. Le régiment fut soumis à une rude épreuve pendant ces deux périodes en avant de Verdun. Ses pertes ont été importantes. Malgré les privations de toutes sortes, le ravitaillement insuffisant et la boue qui nivelait les tranchées, le 229e R.I. résiste à toutes les attaques allemandes.
- Le 18 novembre, le 229e est relevé par le 128e régiment d'infanterie et va au repos à Belleville et à Jardin-Fontaine[Où ?].

- Le 19 novembre, à 10 heures, à Grimaucourt, le régiment est dissous.

- Le 26 novembre, les unités du 229e régiment d’infanterie sont versées aux 2e, 5e, 6e, 33e, 52e et 53e régiments d’infanterie coloniale.
- Le 28 novembre, les officiers rejoignent les régiments d’infanterie de la II armée où ils ont été affectés.
- Le 30 novembre, l’officier de détails embarque, à la gare de Loxéville, le drapeau, les archives et le matériel du corps à diriger dans le dépôt, à Autun.

## Drapeau
Il porte, cousues en lettres d'or dans ses plis, les inscriptions suivantes :
- La Somme 1916
- Verdun 1916

## Décorations décernées au régiment
Aucune citation au régiment, mais nombreuses citations de bataillons et de compagnies.

## Devise
Le 20 novembre 1917, le colonel Galbrüner quitte le régiment, avec regret, pour aller prendre le commandement du 167e régiment d’infanterie. Avant son départ, il fait l’ordre suivant :
« OFFICIERS, SOUS-OFFICIERS, CAPORAUX ET SOLDATS, appelé, il n’y a dix-huit mois à prendre le commandement du 229e R.I., j’ai pris part avec vous à l’offensive de la Somme et à celle de Champagne. Nous avons tenu et organisé des secteurs pénibles en Argonne et, dernièrement, à Verdun. Malgré les fatigues et les dangers, malgré la grandeur des efforts qui ont été exigés de vous, je n’ai eu que des satisfactions. Au combat, vous avez été braves et pleins d’entrain ; au travail, vous avez été courageux et endurants. À tous, j’adresse du fond du cœur mes plus sincères remerciements. Aujourd’hui, le sort nous sépare. Notre beau régiment, dissous, est réparti dans d’autres unités et je prends le commandement d’un autre corps. Cette séparation est pour moi un véritable chagrin et je suis sûr que tous, vous en ressentez avec moi la tristesse, mais que tous aussi, vous l’acceptez avec calme et avec la volonté de prouver que vous comprenez la nécessité que nous imposent les circonstances. J’avais espéré vous conduire à la victoire. D’autres en sont chargés. Vous leur prêterez, comme à moi, votre plus entier concours et vous apportez dans vos nouveau corps toutes les qualités de bravoure, de discipline et d’endurance qui ont fait du 229e ce qu’il était : un régiment d’élite ; une des gloires de ma vie sera de l’avoir commandé. Nous sommes tous les soldats de France, quel que soit le numéro que nous portons au collet. Au revoir et vive la France. » Signé : GALBRUNER.

## Sources et bibliographie
- Archives militaires du Château de Vincennes.
- À partir du Recueil d'historiques de l'Infanterie française (général Andolenko - Eurimprim 1969).